# مسجد السلطان سعيد بن تيمور
مسجد السلطان سعيد بن تيمور   هو مسجد بُني في ذكرى والد السلطان قابوس، وهو يقع في الخوير بالقرب من الكلية التقنية، وتم افتتاحه لأول مرة في عام 1999.

## نبذة
تم بناء المسجد على طراز المساجد العثمانية الموجودة في تركيا والتي تتميز بمزيج من الألوان والزخارف الإسلامية، وهو يُعد واحد من المعالم المعمارية في سلطنة عمان وواحد من أهم المساجد التي بنيت في مسقط في الآونة الأخيرة. [بحاجة لمصدر]

## عنوان المسجد
33, Al Khuwair S St, مسقط، Oman

## وصلات خارجية
- النظام الإلكتروني للمساجد